# Impatiens quisqualis
Impatiens quisqualis là một loài thực vật có hoa trong họ Bóng nước. Loài này được Launert mô tả khoa học đầu tiên năm 1962.